# Lygodactylus nigropunctatus
Lygodactylus nigropunctatus este o specie de șopârle din genul Lygodactylus, familia Gekkonidae, descrisă de Hermann Johannes Heinrich Jacobsen în anul 1992. A fost clasificată de IUCN ca specie cu risc scăzut.

## Subspecii
Această specie cuprinde următoarele subspecii:
- L. n. nigropunctatus
- L. n. incognitus
- L. n. montiscaeruli